# 미스 유니버스 2009

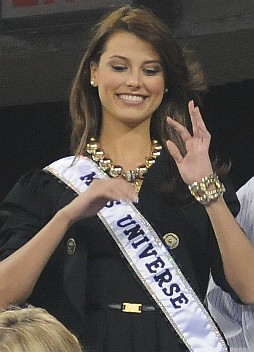
스테파니아 페르난데스

미스 유니버스 2009 참가국 및 우승국

제 58회 미스 유니버스 2009대회는 2009년 8월 23일에, 바하마 나소의 아틀란티스 파라다이스 아일랜드의 임페리얼 볼룸에서 열렸다.. 83개 국가의 대표들이 참가하며 미스 유니버스 2009 대회는 NBC와 텔레문도에서 생방송으로 진행되었으며, 사상 최초 2년 연속 베네수엘라 출신 후보가 우승하였다. 미스 유니버스 2008 다야나 멘도사가 미스 유니버스 2009 우승자인 스테파니아 페르난데스에게 왕관을 씌워주었다.

## 결과

### 최종 결과
| 순위               | 국가              | 이름                      | 수영복     | 이브닝가운 |
| ------------------ | ----------------- | ------------------------- | ---------- | ---------- |
| 미스 유니버스 2009 | 베네수엘라        | 스테파니아 페르난데스     | 8.760 (4)  | 8.869 (5)  |
| 2위                | 도미니카 공화국   | 아사 에이미 델라쿠르즈    | 9.189 (2)  | 9.428 (1)  |
| 3위                | 코소보            | 마리고나 드라그샤         | 8.790 (3)  | 9.250 (2)  |
| 4위                | 오스트레일리아    | 레이철 핀치               | 9.264 (1)  | 9.039 (4)  |
| 5위                | 푸에르토리코      | 마이라 마토스 페레즈      | 8.533 (7)  | 9.050 (3)  |
| 6위                | 프랑스            | 클로에 모르토             | 8.640 (5)  | 8.650 (6)  |
| 7위                | 남아프리카 공화국 | 테이텀 케시와르           | 8.460 (8)  | 8.040 (7)  |
| 8위                | 체코 공화국       | 이베타 루토프스카         | 8.350 (9)  | 8.010 (8)  |
| 9위                | 스위스            | 휘트니 토일로이           | 8.611 (6)  | 7.890 (9)  |
| 10위               | 미국              | 크리스틴 돌턴             | 8.060 (10) | 7.550 (10) |
| 11위               | 알바니아          | 하스나 츠키치             | 7.900 (11) |            |
| 12위               | 벨기에            | 제이네프 세베르           | 7.870 (12) |            |
| 13위               | 스웨덴            | 레나테 컬젠               | 7.830 (13) |            |
| 14위               | 크로아티아        | 사라 코시치               | 7.811 (14) |            |
| 15위               | 아이슬란드        | 잉기비요르그 에질스도디르 | 7.730 (15) |            |

### 특별상
| 상       | 우승자                   |
| -------- | ------------------------ |
| 우정상   | - 중국 - 왕 징야오       |
| 포토제닉 | - 태국 - 추티마 드롱데   |
| 전통의상 | - 파나마 - 디아나 브로세 |

## 미스 유니버스 2009 대회 정보

### 사회자
- 빌리 부시 : NBC 유니버설 'Access Hollywood'의 사회자이며, 미스 유니버스 2003, 2004, 2005, 미스 USA 2003, 2004, 2005, 2009 대회의 사회자 경험이 있다.
- 클라우디아 조던 : 미스 로드아일랜드 틴 USA 1990 출신으로, 모델, 배우, 사회자 경험이 있다.

### 심사위원

#### 예선 심사위원
- 마크 와일리 - 베스트 버디 예능부 담당직
- 아드리아나 칭 - 라이센스 변호사, 전 토지 개발자
- 토니 윙스턴 - 환대 서비스 산업 전문가
- 로잘리나 리드스터 - 연예인 전문 패션 디자이너
- 티자 초크로아디스마르토 - 마이클 코어스의 소매 사업 담당
- 코린 니콜라스 - 트럼프 모델의 대표
- 데이빗 프라이드맨 - 라스트콜과 카슨 데일리의 진행 감독
- 마리오 모슬리 - Oxygen’s Dance Your Ass Off의 할리우드 안무가
- 사라 마르칸토니스 - 케츠너 인터내셔널 바하마의 대표

#### 본선 심사위원
- 딘 케인 - 배우, 프로듀서
- 콜린 코위 - 작가, 디자이너, 파티 플래너
- 게리 드보 - 작사가, 패션 조언자, 프로듀서로서 수상 경력이 있음
- 퍼룩 - CHI 헤어 케어 사장
- 헤더 케츠너 - 박애주의자, 케츠너 인터내셔널 & 리조트의 대표이사
- 리차드 르프락 - 르프락 조직회의 CEO
- 조지 말루프 주니어 - 모굴 선수, 호텔리어
- 발레리아 마짜 - 모델
- 메튜 롤스턴 - 사진작가, 감독
- 안드레 레옹 탈리 - 수상 경력이 있는 작가, 편집가
- 타마라 튜니 - "Law & Order: Special Victims Unit"의 배우
- 케이샤 위태커 - 패션 전문가, 키서블 립글로즈 창시자

### 공연/배경 음악
- 오프닝 : 블랙 아이드 피스 - "I Gotta Feeling", 션 킹스턴 - "Fire Burning"
- 프로필 사진 프레젠테이션 : 하이디 몬탁 - "Body Language" (공연)
- 수영복 심사 : 플로 라이다 - "Right Round", "Jump" (공연)
- 이브닝 가운 심사 : 데이비드 게타 (Featuring 켈리 롤런드) - "When Love Takes Over" (공연)

### 프레젠테이션쇼 온라인 생방송
미스 유니버스 사상 최초로 유스트림(Ustream 보관됨 2009-08-17 - 웨이백 머신)에서 웹스트리밍으로 생방송되었다. 미국 시간으로 2009년 8월 16일 오후5시에 생방송 되었다.
리허설의 사회는 미스 유니버스 2008 다야나 멘도사와 바하마의 라디오 디제이인 에드 필드가 보았고, 런던 출신의 앤소니 라이트가 "Wud if I Cud"를 공연하였다.

### 네티즌들의 새로운 왕관 투표
미스 유니버스 조직회의 대표인 폴라 M. 슈가트는 미스 유니버스 2009 우승자에게 투표를 통해 새로운 왕관을 수여하기로 결정하였고, 다이아몬드 넥서스 랩 사의 홈페이지를 통한 네티즌들의 투표로 선정되었다. 새 왕관을 만들기 위한 계획은 NBC 유니버설의 연간 캠페인 슬로건인 "Green is Universal"을 바탕으로 결정되었다. 최종적으로 정해진 왕관은 'PEACE'이며, 큰 것과 작은 것 두 가지를 사용하게 된다.
다이아몬드 넥서스 랩 사에서는 새 왕관을 만들어 미스 USA 2009 크리스틴 돌턴, 미스 틴 USA 2009 스토미 헨리에게 수여하였다.

### 스카이프를 통한 인터뷰 심사
사상 최초로 무료 인터넷 전화 소프트웨어인 스카이프를 통하여 미스 유니버스 2007이었던 모리 리요가 푸에르토리코 대표인 마이라 마토스 페레즈에게 질문을 하였다.

## 각 국가 정보

### 참가자 명단
83개 국가가 참여하였다.
- 미스 유니버스 조직회가 정한 국가명 발음으로 표기하였으며, 가나다 순이다.

| 국가              | 이름                           | 나이 | 키(cm) | 출신지                  |
| ----------------- | ------------------------------ | ---- | ------ | ----------------------- |
| 가나              | 제니퍼 코란텡                  | 22   | 180    | 아크라                  |
| 가이아나          | 제넬 콕스                      | 19   | 173    | 조지타운                |
| 그리스            | 비비아나 캄파닐-자고리아나코우 | 19   | 180    | 아테네                  |
| 영국              | 클레어 쿠퍼                    | 26   | 173    | 런던                    |
| 과테말라          | 루데스 피게로아                | 21   | 177    | 과테말라 시티           |
| 괌                | 레이신 맨리                    | 24   | 168    | 하갓타                  |
| 나이지리아        | 산드라 오토호                  | 20   | 185    | 아사바                  |
| 나미비아          | 하피 느텔라모                  | 20   | 185    | 카티마 무릴로           |
| 노르웨이          | 엘리 란다                      | 25   | 176    | 스타방에르              |
| 네덜란드          | 아발론하널 베이저흐            | 19   | 175    | 즈볼러                  |
| 뉴질랜드          | 케이티 테일러                  | 22   | 175    | 오클랜드                |
| 니카라과          | 인디애나 산체스                | 21   | 173    | 마나과                  |
| 도미니카 공화국   | 아다 데 라 크루스              | 22   | 183    | 빌라 멜라               |
| 러시아            | 소피야 루디예바                | 23   | 182    | 상트페테르부르크        |
| 루마니아          | 엘레나 비앙카 콘스탄틴         | 20   | 174    | 피아트라네암츠          |
| 레바논            | 마르티네 안드라오스            | 18   | 169    | 베이루트                |
| 말레이시아        | 요아나벨 응 리 분              | 21   | 174    | 코타 키나발루           |
| 멕시코            | 카를라 카리요                  | 20   | 176    | 과달라하라              |
| 모리셔스          | 아나이스 베라파트렌            | 22   | 183    | 크레피페                |
| 몬테네그로        | 아냐 조바노비치                | 20   | 180    | 포드고리차              |
| 미국              | 크리스틴 돌턴                  | 22   | 170    | 노스캐롤라이나          |
| 바하마            | 키아라 셔먼                    | 25   | 168    | 프리포트                |
| 베네수엘라        | 스테파니아 페르난데스          | 18   | 178    | 메리다                  |
| 베트남            | 보 호앙 옌                     | 21   | 179    | 호치민 시티             |
| 벨기에            | 제이네프 세베르                | 19   | 176    | 신트얀스몰렌베이크      |
| 볼리비아          | 도미니크 페르티에              | 21   | 180    | 코차밤바                |
| 불가리아          | 엘리차 루베노바                | 18   | 173    | 두브 모기리             |
| 브라질            | 라리사 코스타                  | 25   | 176    | 샤오 곤캴로 도 아마란테 |
| 남아프리카 공화국 | 테이텀 케시와르                | 24   | 181    | 더반                    |
| 키프로스          | 키에리아 지아세미도            | 19   | 168    | 니코시아                |
| 세르비아          | 조라나 타소박                  | 22   | 176    | 키킨다                  |
| 스위스            | 휘트니 토일로이                | 18   | 178    | 이베르동                |
| 스웨덴            | 레나테 컬젠                    | 21   | 175    | 스테판스토프            |
| 스페인            | 에스티발리즈 페레이라          | 23   | 181    | 산티아고 데 콤포스텔라  |
| 슬로바키아        | 데니사 멘드레조바              | 23   | 175    | 브라티슬라바            |
| 슬로베니아        | 미렐라 코르삭                  | 22   | 171    | 류블랴나                |
| 싱가포르          | 레이첼 쿰                      | 24   | 170    | 싱가포르                |
| 아루바            | 다이앤 크로스                  | 21   | 178    | 카시바리                |
| 아르헨티나        | 요한나 라식                    | 20   | 182    | 부에노스아이레스        |
| 아이슬란드        | 잉기비요르그 에질스도디르      | 22   | 180    | 오스터랜드              |
| 아일랜드          | 다이애나 도넬리                | 20   | 175    | 더블린                  |
| 알바니아          | 하스나 츠키치                  | 21   | 175    | 피에르                  |
| 앙골라            | 넬사 알브스                    | 21   | 175    | 루안다                  |
| 에스토니아        | 디아나 아르노                  | 25   | 181    | 탈린                    |
| 에콰도르          | 산드라 빈체스                  | 18   | 179    | 포르토비에요            |
| 엘살바도르        | 마옐라 메나                    | 20   | 174    | 산살바도르              |
| 오스트레일리아    | 레이철 핀치                    | 20   | 176    | 타운스빌                |
| 온두라스          | 벨지카 수아레즈                | 23   | 177    | 테구시갈파              |
| 우루과이          | 신디아 도톤                    | 20   | 179    | 몬테비데오              |
| 우크라이나        | 크리스티나 코츠-곳립           | 25   | 175    | 도네츠크                |
| 이스라엘          | 율리아 리우비아니츠키          | 20   | 176    | 하이파                  |
| 이집트            | 엘함 웨지                      | 25   | 175    | 카이로                  |
| 이탈리아          | 로라 발렌티                    | 25   | 175    | 밀라노                  |
| 에티오피아        | 말랏 얀테                      | 19   | 172    | 아디스 아바바           |
| 인도네시아        | 지바나 레티샤 세리가           | 19   | 178    | 자카르타                |
| 인도              | 엑타 쵸드리                    | 23   | 177    | 델리                    |
| 자메이카          | 캐롤린 얍                      | 25   | 175    | 몬테고 베이             |
| 잠비아            | 안델라 칠레셰 매튜스           | 21   | 178    | 므돌라                  |
| 일본              | 미야사카 에미리                | 24   | 171    | 도쿄                    |
| 독일              | 마르티나 리                    | 24   | 178    | 마인처하겐              |
| 조지아            | 리카 오조니키지                | 18   | 175    | 트빌리시                |
| 중국              | 왕징야오                       | 19   | 178    | 베이징                  |
| 체코 공화국       | 이베타 루토프스카              | 25   | 181    | 트레본                  |
| 케이먼 아일랜드   | 니코시아 로슨                  | 25   | 175    | 조지타운                |
| 캐나다            | 마리아나 발렌테                | 23   | 175    | 오타리오                |
| 한국              | 나리                           | 24   | 168    | 서울                    |
| 코소보            | 마리고나 드라그샤              | 18   | 173    | 프리슈티나              |
| 코스타리카        | 제시카 우마냐                  | 21   | 175    | 모라비아                |
| 콜롬비아          | 미셸 루이야드                  | 22   | 174    | 포파얀                  |
| 퀴라소            | 안제니 사이먼                  | 23   | 170    | 빌렘스타트              |
| 크로아티아        | 사라 코시치                    | 20   | 178    | 스프릿                  |
| 태국              | 추티마 드롱데                  | 23   | 178    | 방콕                    |
| 탄자니아          | 일루미나타 제임스              | 23   | 178    | 므완자                  |
| 튀르키예          | 세넴 쿠유카오글루              | 18   | 186    | 이즈미르                |
| 파나마            | 디아나 브로세                  | 22   | 170    | 라스 타블라스           |
| 파라과이          | 마레이크 바움가르텐            | 20   | 174    | 아순시온                |
| 페루              | 카렌 슈와츠                    | 24   | 178    | 아마소나                |
| 폴란드            | 안겔리카 야쿠보프스카          | 19   | 175    | 루반                    |
| 푸에르토리코      | 마이라 마토스 페레즈           | 20   | 178    | 카보 로호               |
| 프랑스            | 클로에 모르토                  | 19   | 180    | 리지외                  |
| 핀란드            | 에씨 표이스티                  | 21   | 174    | 위배스퀼래              |
| 필리핀            | 파멜라 비앙카 마날로           | 22   | 178    | 마닐라                  |
| 헝가리            | 츠차 부다이                    | 21   | 181    | 부다페스트              |

### 재 참가 국가
1998년
- 루마니아

2006년
- 나미비아
- 스웨덴
- 아이슬란드
- 에티오피아

2007년
- 가이아나
- 레바논
- 불가리아
- 잠비아

### 불참 국가
- 북마리아나 제도 - 재정 지원이 없는 관계로 불참하였고, 미스 인터내셔널 2009 대회에만 참가할 예정이다.
- 덴마크 - 재정 지원이 없는 관계로 불참하였다.
- 스리랑카
- 세인트 빈센트 & 그레나딘
- 앤티가 & 바부다
- 카자흐스탄
- 트리니다드 & 토바고 - 디렉터인 피터 엘리아스는 재정 지원을 찾을 수 없다고 말하며, 불참시키기로 결정하였다.
- 터크스 케이커스 제도 - 대회 하루 전 주얼 셀베르의 탈수 현상으로 사상 최초 대회 기간 중 중도 포기를 선언하였다.

### 바뀐 후보
- 베트남: 미스 유니버스 베트남 대회는 후보 둘 중 한 명을 보내기로 결정하였는데, 미스 유니버스 베트남 2008 2위인 '보 호앙 옌', 미스 투어리즘 베트남 2008 '판 티 녹 디엠' 중 최종적으로 미스 유니버스 베트남 2위인 보 호앙 옌이 참가하였다.
- 노르웨이: 미스 노르웨이 2008 우승자였던 르네 이제리가 참가할 예정이었으나, 미스 노르웨이 2009 대회 우승자인 엘리 란다가 참가하였다.
- 튀르키예: 원래 우승자는 베굼 키질터그였으나, 2위인 세넴 쿠유카오글루가 참가하였다.
- 퀴라소: 원래 우승자는 아샨타 마쿨리였으나, 안제니 사이먼이 참가하였다.

### 국내 대회를 열지 않고 참가하는 국가
- 베트남
- 스웨덴
- 온두라스

### 국가 명칭을 바꾸어 참가하는 나라
- UK →  그레이트 브리튼 (미스 유니버스 2000 대회 이후로 국가 명칭이 다시 사용된다.)

### 참가자들의 다른 대회 참가
- 니코시아 로슨 (케이먼 아일랜드) - 미스 월드 2008 참가
- 제이네프 세베르 (벨기에), 클로에 모르토 (프랑스), 올가 니키티나 (카자흐스탄), 마르티네 안드라오스 (레바논), 아나이스 베라파트렌 (모리셔스), 하피 느텔라모 (남미비아), 타툼 케시와르 (남아프리카 공화국), 에스티발리즈 페레이라 (스페인) - 미스 월드 2009 참가 예정
- 키아라 셔먼 (바하마) - 미스 틴 바하마 2000-2001
- 제이네프 세베르 (벨기에) - 미스 글로브 2007 참가
- 제시카 우마냐 (코스타리카) - 미스 코스타리카 2008 참가
- 이베타 루토프스카 (체코) - 미스 모델 오브 더 월드 2007 우승[92].
- 아다 데 라 크루스 (도미니카 공화국) - 미스 월드 2007 비치 뷰티 어워드 우승, 준결승
- 산드라 빈체스 (에콰도르) - 미스 탑 모델 오브 더 월드 2008 10위
- 엘함 웨지 (이집트) - 미스 어스 2005, 미스 인터내셔널 2006 참가, 미스 인터컨티넨탈 2007 준결승, 미스 이집트 2005 2위
- 멜랏 얀테 (에티오피아) - Ethiopia's Next Top Model 우승
- 클레어 쿠퍼 (영국) - 미스 어스 2007 참가 (잉글랜드)
- 지바나 레티샤 세리가 (인도네시아) - 엘리트 모델 룩 인도네시아 우승, 엘리트 모델 룩 아시아 퍼시픽 2006 참가
- 캐롤린 얍 (자메이카) - 미스 자메이카 월드 2위, 미스 자메이카 유니버스 3위
- 미야사카 에미리 (일본) - 미스 인터내셔널 제팬 2008 3위
- 엘리 란다 (노르웨이) - 모델 룩 월드 2003 참가
- 메이라 마토스 (푸에르토리코) - 미스 틴 인터내셔널 2006 우승[93].
- 레이첼 쿰 (싱가포르) - 뉴 페이퍼 페이스 2007 대회, 뉴맨 메거진 모델 서치 2007, 라 포뮬라 우나 걸 우승[94]
- 보 호앙 옌 (베트남) - 베트남 수퍼모델 2008 우승
- 안델라 칠레셰 매튜스 (잠비아) - 미스 잠비아 UK 2008 우승

### 볼리비아 - 페루 간 논쟁
2009년 8월 1일, 페루 후보인 카렌 슈와츠는 디아블라다 의상을 입기로 결정하였는데, 볼리비아 문화부 장관은 국제사법재판소에 의의를 제기하였다. 페루의 신문에 의하면, 미스 칠레의 대회 참가자도 입은 적이 있다고 보도하였다. 페루 외교부 장관은 디아블라다 드레스가 토착 원주민인 아이마라족에서 기원한 것이라 말하며, 아이마라족이 꼭 한 곳에 머물러 살지 않는 점을 빌어 반박하였다. 한편, 유네스코는 디아블라다가 볼리비아의 오루로시의 상징이라고 반박하였다.

### 턱스 & 케이코스 중도 포기 선언
태평양 표준시 기준으로 2009년 8월 22일, 대회 하루 전에 미스 턱스 & 케이코스 2009 주얼 셀베르는 탈수 증상으로 중도 포기를 선언했다. 미인대회에 관심이 많은 사람들은 네티즌들의 악성 댓글로 인한 상처로 포기하였다고 생각했으나, 사실 주얼 셀베르는 임신을 한 사실을 알지 못한 채 참가하였고, 몇 개월 후 출산을 했다. 한편, 오프닝에는 주얼 셀베르의 모습이 방송되었고, 84개 국가가 참가한다고 하는 도널드 트럼프의 해설이 나왔다. 중도 포기는 미스 유니버스 대회 사상 처음 있는 일이었다.

### 개최국 선정 과정
- 크로아티아는 미스 유니버스 2009 대회를 자국에서 열고 싶어 하였으나, 재정난으로 무산되었다.[97]
- 조나단 웨스트브룩이라는 투자자는 미스 유니버스 2009를 오스트레일리아에서 열고자 노력하였으나, 마땅한 개최지가 없어 무산되었다.[98]
- 미스 유니버스 조직회의 회장인 도널드 트럼프는 미스 유니버스 2009 대회를 아랍 에미리트의 두바이에서 열고 싶어 하였으나, 아랍 에미리트와 이스라엘이 인접해 있어 정치적으로나 보안상으로 위험할 수 있기 때문에 계획을 무산시켰다.[99]
- 미스 유니버스 개최지는 바하마로 최종 결정되었으며, 바하마 대표 참가자가 우승한 경우는 없다.

## 같이 보기
- 미스코리아
- 미스 USA
- 미스 월드 2009
- 미스터 월드